# Ершов, Эдуард Дмитриевич
Эдуард Дмитриевич Ершов (26 ноября 1940 года, Макеевка — 26 апреля 2009 года , Москва — советский и русский геолог, геокриолог. Заслуженный профессор Московского государственного университета (2005), доктор геолого-минералогических наук (1977), заслуженный деятель науки РСФСР (1991) .

## Биография
Эдуард Дмитриевич Ершов родился 26 ноября 1940 в рабочем поселке шахты Буроз (имени Кирова) под Макеевкой (ныне Советский район города), Сталинская область Украины .
В 1963 году окончил геологический факультет Московского государственного университета. В 1968 году защитил кандидатскую диссертацию по геолого-минералогическим наукам «Принципы и приемы управления сезонным оттаиванием-промерзанием пород: на примере Анадырского района» . В 1977 году защитил докторскую диссертацию по геолого-минералогическим наукам «Влагоперенос и криогенные текстуры в дисперсных породах» .
В 1981 году Эдуард Ершов избран деканом геологического факультета МГУ, а в следующем году присвоено звание профессора. С 1982 по 2008 год занимал должность заведующего кафедрой мерзлотоведения (с 1986 года переименованной в кафедру геокриологии) геологического факультета.
Эдуардом Дмитриевичем на кафедре был создан ряд лабораторий: (1983), с использованием математических методов и ЭВМ в геологии (1985). В 1983 году им впервые была организована зимняя учебная практика для студентов 4-го курса по специальностям инженерная геология и гидрогеология и мерзлотоведение. С началом перестройки геологический факультет 1986 г. под его руководством одним из первых в университете начал целевую подготовку специалистов на основе прямых договоров с производственными геологическими организациями. В 1987 году ушел с должности декана и на год стал секретарем партийного комитета университета.

## Научные работы
Круг научных интересов Эдуарда Дмитриевича Ершова: физико-химия и механика мерзлых почв и горных пород, криолитогенез, петрография, теплофизика, инженерная, региональная и глобальная геокриология. Исследовал поведение мерзлых пород, циклы оттаивания и промерзания, термодинамику фазовых переходов влаги в дисперсных породах. Первым сформулировал положения научной теории влагопереноса в мерзлых, талых и замерзающих породах. Его исследования в инженерной геокриологии помогли повысить надежность инженерно-геологического обоснования строительства в условиях Крайнего Севера России .
Эдуард Дмитриевич Ершов автор 110 научных статей, 13 монографий, 2 патентов, 5 диссертаций и 8 учебных курсов. Основными работами являются:
- (рус.) Ершов Э. Д. и др. Фазовый состав влаги в мерзлых породах. — М.: Изд-во МГУ, 1979. — 189 с.
- Криолитогенез (1982),
- (рус.) Гречищев С. Е., Ершов Э. Д., Чеверев В.Г. Новые методы исследования состава, строения и свойств мерзлых грунтов. — М., 1983.
- Термоэрозия дисперсных пород (соавтор, 1982),
- Теплофизические свойства горных пород (соавтор, 1984)
- Деформация и напряжения в промерзающих и оттаивающих породах (соавтор, 1985)
- Лабораторные методы исследования мёрзлых пород (соавтор, 1985)
- (рус.) Ершов Э. Д. и др. Микростроение мерзлых пород. — М.: Изд-во МГУ, 1988. — 180 с. — ISBN 5-211-00124-9.
- (рус.) Ершов Э. Д., Данилов И. Д., Чеверев В. Г. Петрография мерзлых пород. Учебник. — М.: Изд-во МГУ, 1987. — 311 с.
- (рус.) Ершов Э. Д., Данилов И. Д., Чувилин Е. М. Общая геокриология. Микростроение мерзлых пород. Природные льды как мономинеральные горные породы. — М., 1990. — Недра с.
- Инженерная геокриология (1991)
- Геокриология в Московском университете (редактор, 1993)
- Геокриология СССР. Европейская территория СССР / Под ред. Э. Д. Ершова. — М.: Недра, 1988. — 358 с.
- Геокриология СССР. Западная Сибирь / Под ред. Э. Д. Ершова. — М.: Недра, 1989. — 454 с. — ISBN 5-247-00432-9.
- Геокриология СССР. Средняя Сибирь / Под ред. Э. Д. Ершова. — М.: Недра, 1989. — 414 с. — ISBN 5-247-00133-7.
- Геокриология СССР. Горные страны юга СССР / Под ред. Э. Д. Ершова. — М.: Недра, 1989. — 359 с.
- Геокриология СССР. Восточная Сибирь и Дальний Восток / Под ред. Э. Д. Ершова. — М.: Недра, 1989. — 515 с. — ISBN 5-247-00434-5.
- Основы геокриологии / Под ред. Э. Д. Ершова. — М.: Изд-во МГУ, 1995. — Т. 1. Физико-химические основы геокриологии. — 368 с. — ISBN 5-211-02637-3.
- Основы геокриологии / Под ред. Э. Д. Ершова. — М.: Изд-во МГУ, 1996. — Т. 2. Литогенетическая геокриология. — 399 с. — ISBN 5-211-03533-X.
- Основы геокриологии / Под ред. Э. Д. Ершова. — М.: Изд-во МГУ, 1998. — Т. 3. Региональная и историческая геокриология. — 575 с. — ISBN 5-211-04058-9.
- Основы геокриологии / Под ред. Э. Д. Ершова. — М.: Изд-во МГУ, 2001. — Т. 4. Динамическая геокриология. — 688 с. — ISBN 5-211-04360-X.
- Основы геокриологии / Под ред. Э. Д. Ершова. — М.: Изд-во МГУ, 1999. — Т. 5. Инженерная геокриология. — 526 с. — ISBN 5-211-02550-4.
- Основы геокриологии / Под ред. Э. Д. Ершова. — М.: Изд-во МГУ, 2008. — Т. 6. Геокриологический прогноз и экологические проблемы в криолитозоне. — 768 с. — ISBN 978-5-211-05466-0.
- (рус.) Ершов Э. Д. и др. Методы геокриологических исследований. — М.: Издательство МГУ, 2004. — 512 с. — ISBN 5-211-26121-7.
- (англ.) Principles of Geocryology / Editor E. D. Ershov. — Lanzhou: University Press Lanzhou, China, 2015. — Т. Volume 2. Lithogenetic geocryology. — 270 с. — ISBN 978-7-311-04793-1.

## Награды и награды
За свои достижения в исследуемой области был заслуженно отмечен рядом наград:
- 1980 — орден Трудового Красного Знамени .
- 1986 — орден Дружбы народов .
- 1986 — Лауреат премии имени М. В. Ломоносова за цикл учебников, монографий, методических пособий по физико-химическим и механическим основам криолитогенеза.
- 1991 — Заслуженный деятель науки РСФСР .
- 1993 — Лауреат Государственной премии Российской Федерации за монографию Геокриология СССР в 5 томах как соавтор и главный редактор.
- 2005 — Заслуженный профессор Московского университета (2005).